# Gaia Vuerich
Gaia Vuerich, née le 4 juillet 1991 à Cavalese, est une fondeuse italienne. Elle est spécialiste du sprint.

## Carrière
Membre des Carabinieri, elle fait ses débuts en Coupe du monde en janvier 2009 à Valdidentro (29e), puis obtient une quatrième place en sprint aux Championnats du monde junior 2010 à Hinterzarten. Elle parvient à atteindre le stade de la finale dans l'élite pour la première fois lors de la saison 2013-2014, terminant quatrième à Nové Město na Moravě et à Lahti. Au classement de la spécialité en Coupe du monde, elle se retrouve neuvième.
Elle a pris part aux Jeux olympiques d'hiver de 2014, où elle se hisse en demi-finale du sprint libre, mais échoue à la septième position puis prend la treizième place en sprint par équipes disputé en style classique. Aux Championnats du monde 2017, à Lahti, Vuerich prend la quinzième place en sprint, soit son meilleur résultat en mondial.
En 2017-2018, pour sa dernière saison dans le sport de haut niveau, elle obtient un top dix en Coupe du monde à Dresde (9e) et concourt aux Jeux olympiques à Pyeongchang, où elle finit 21e du sprint classique et 15e du sprint par équipes. Elle justifie sa décision surprise de prendre sa retraite sportive par l'environnement dans l'équipe italienne qui ne la convient pas.

## Palmarès

### Jeux olympiques d'hiver
| Épreuve / Édition   | Sprint                           | Sprint                           | 10 km                            | 10 km                            | Skiathlon 2 × 7,5 km | 30 km | Relais | Relais   |
| Épreuve / Édition   | libre                            | classique                        | libre                            | classique                        | Skiathlon 2 × 7,5 km | 30 km | Sprint | 4 × 5 km |
| JO 2014 Sotchi      | 7e                               | Épreuve inexistante à cette date | Épreuve inexistante à cette date | —                                | —                    | —     | 13e    | —        |
| JO 2018 Pyeongchang | Épreuve inexistante à cette date | 21e                              | —                                | Épreuve inexistante à cette date | —                    | —     | 15e    | —        |

Légende :
- : pas d'épreuve
- — : Non disputée par Vuerich

### Championnats du monde
| Épreuve / Édition           | Sprint                           | Sprint                           | 10 km                            | 10 km                            | Skiathlon 2 × 7,5 km | 30 km | Relais | Relais   |
| Épreuve / Édition           | libre                            | classique                        | libre                            | classique                        | Skiathlon 2 × 7,5 km | 30 km | Sprint | 4 × 5 km |
| Mondiaux 2011 Oslo          | 35e                              | Épreuve inexistante à cette date | Épreuve inexistante à cette date | —                                | —                    | —     | —      | —        |
| Mondiaux 2013 Val di Fiemme | Épreuve inexistante à cette date | 43e                              | —                                | Épreuve inexistante à cette date | —                    | —     | —      | —        |
| Mondiaux 2015 Falun         | Épreuve inexistante à cette date | 33e                              | —                                | Épreuve inexistante à cette date | —                    | —     | 11e    | —        |
| Mondiaux 2017 Lahti         | 15e                              | Épreuve inexistante à cette date | Épreuve inexistante à cette date | -                                | -                    | -     | -      | -        |

Légende :
- : pas d'épreuve
- — : Non disputée par Vuerich

### Coupe du monde
- Meilleur classement général : 27e en 2014.
- Meilleur classement en sprint : 9e en 2014.
- Meilleur résultat individuel : 4e.

#### Classements en Coupe du monde
| Année     | Classement général final | Classement sprint |
| 2008-2009 | 128e                     | 88e               |
| 2009-2010 | 99e                      | 70e               |
| 2010-2011 | 113e                     | 78e               |
| 2011-2012 | 59e                      | 36e               |
| 2012-2013 | 85e                      | 50e               |
| 2013-2014 | 27e                      | 9e                |
| 2014-2015 | 62e                      | 29e               |
| 2015-2016 | 52e                      | 33e               |
| 2016-2017 | 62e                      | 30e               |
| 2017-2018 | 64e                      | 35e               |

### Coupe OPA
- 2 podiums.

### Championnats d'Italie
- Championne en sprint libre en 2013[2].